# Conflict in de Gazastrook 2008-2009
Het conflict in de Gazastrook 2008-2009 was een drie weken durend conflict van 27 december 2008 tot 18 januari 2009 tussen Israël en - hoofdzakelijk - de Palestijnse Hamasbeweging, in de Gazastrook en zuidelijk Israël. Het betrof een militaire operatie van het Israëlische leger in de Gazastrook genaamd Operatie Gegoten Lood (Engels: Operation Cast Lead; Hebreeuws: מבצע עופרת יצוקה, Mivtza Oferet Yetzukah), in de Arabische wereld wordt gesproken van een Bloedbad van Gaza (Arabisch: مجزرة غزة).
Een staakt-het-vuren voor zes maanden tussen Israël en Hamas eindigde eerder op 4 november 2008, toen de IDF een inval deed in Deir al-Balah, Centraal-Gaza, gericht op het vernietigen van een tunnel. Hierbij werden zes Hamas-militanten gedood. Hamas reageerde met raketbeschietingen op Israël. Pogingen om een wapenstilstand tussen Israël en Hamas te verlengen mislukten.
Op 27 december 2008 begon de operatie met Israëlische luchtaanvallen en werd op 3 januari 2009 aangevuld met een grondoffensief. De jarenlange en recentelijk opgelaaide raket- en mortieraanvallen van Palestijnse groeperingen – vanaf juni 2007 Hamas – vanuit de Gazastrook op Israëlisch grondgebied werden als aanleiding aangevoerd. Doel van Israël was het vernietigen van de militaire infrastructuur van Hamas, die onder meer bestond uit tunnels tussen de Gazastrook en Egypte voor onder andere de smokkel van wapens.
Bij de gevechten en luchtaanvallen vielen onder de inwoners van de Gazastrook ongeveer 1.300 doden, van wie (afhankelijk van de bron) een derde tot twee derde burgerslachtoffers waren. Ook werden 20.000 gebouwen in de Gazastrook verwoest of beschadigd, waaronder 50 gebouwen van de V.N. De materiële schade werd geschat op € 1,3 miljard. De Israëlische actie stopte op 18 januari 2009, waarna een bestand aan beide zijden volgde.

## Machtsovername door Hamas
Het conflict nam een aanvang na 25 juni 2006 toen onder druk van de westerse landen voor het eerst sinds jaren weer verkiezingen plaatsvonden in de Palestijnse gebieden waar sinds 1993 - na de Oslo-akkoorden - de Fatahbeweging van Yasser Arafat onafgebroken aan de macht was geweest. Bij deze verkiezingen had Hamas met 76 van de in totaal 132 zetels een absolute meerderheid in het Palestijnse parlement behaald. De zittende partij Fatah behaalde 43 zetels. Het werd snel duidelijk dat de westerse landen een bestuur van de als terreurorganisatie bekendstaande Hamas niet zouden erkennen. Onder deze druk probeerden Hamas en Fatah een 'regering van nationale eenheid' te vormen. De poging mislukte, Fatah- en Hamasaanhangers raakten slaags met elkaar en Hamas, vooral populair in de Gazastrook, nam hier op 14 juni 2007 de controle over. Sindsdien voert Hamas het bestuur over de Gazastrook en Fatah over de Westelijke Jordaanoever. Omdat Hamas het gewapende verzet tegen Israël weigerde af te zweren, verbraken Israël, de VS en de Europese Unie het contact met Hamas en kreeg de Gazastrook te maken met internationale sancties waardoor de armoede in het gebied toenam. Dit alles kan gezien worden als aanleiding tot dit conflict, omdat sindsdien het geweld tussen de Gazastrook en Israël verder escaleerde.

### Escalatie
In 2000 was de tweede Palestijnse intifada tegen de Israëlische bezetting begonnen. Vanaf dat moment had Israël te maken gekregen met zelfmoordaanslagen en was het land bestookt met raketten en mortiergranaten vanuit de Gazastrook. Israël had daarop ook weer gereageerd met militaire operaties. In een poging het geweld te stoppen, had Israël zich in september 2005 teruggetrokken uit de Gazastrook en alle Israëlische nederzettingen ontruimd. Hierna was het geweld echter niet afgenomen en volgde een Israëlische aanval op Beit Hanoun (2006). Door de machtsovername door Hamas in de Gazastrook (juni 2007) kon Fatah de veiligheid voor Israël niet langer garanderen. Israël en Egypte sloten hun grenzen met de Gazastrook. Tegelijkertijd stelde Israël economische sancties in tegen Gaza. Export was sindsdien verboden en (hulp)goederen werden nog mondjesmaat toegelaten, voldoende om een humanitaire crisis te voorkomen maar ook niet meer dan dat. Israël verklaarde dat deze sancties tot doel hadden Hamas te verzwakken. Na een oproep van Fatahleider Mahmoud Abbas in december 2007 werd er weer export toegestaan en was er weer enig personenverkeer mogelijk. De grenzen bleven echter streng bewaakt, Egypte hield de grens met Gaza gesloten.

### Gewapende strijd
Vanaf 2000 tot 2009 werden meer dan 10.000 raketten en granaten vanuit de Gazastrook op Israël afgevuurd. Aan het einde van dit conflict in 2009 zouden in totaal 28 Israëliërs zijn omgekomen, waaronder 15 burgers. Voorafgaande aan dit conflict waren echter tussen 2004 en 2007 tijdens drie militaire operaties van Israël al meer dan 200 Palestijnen om het leven gekomen en ruim 450 gewond, waaronder een groot aantal kinderen. Tijdens dit conflict zouden nog eens aan Palestijnse kant meer dan 1300 (meest burger)doden vallen (waaronder 159 kinderen) en ongeveer 5.400 gewonden.
Op 17 januari 2008 sloot Israël de grenzen van de Gazastrook opnieuw vanwege aanhoudende beschietingen. Internationaal werd het opnieuw sluiten van de Gazastrook veroordeeld: Israël zou met deze blokkade de hele Gazaanse bevolking straffen en de blokkade zou leiden tot een humanitaire crisis. Israël reageerde hierop door te zeggen dat, als Hamas zou stoppen met de beschietingen die ondanks de blokkade doorgingen, de blokkade zou worden opgeheven
Op 27 februari 2008 reageerde Israël met een beschieting van de regeringsgebouwen van Hamas.
De Israëlische premier Ehud Olmert ontkende weliswaar dat er aanvalsplannen klaar lagen, maar zei wel 'alle ter beschikking staande middelen te willen gebruiken om een einde te maken aan de moorddadige beschietingen’. Op 29 februari / 1 maart 2008 zette Israël de militaire operatie door. Gedurende deze dagen kwamen meer dan 112 Palestijnen om het leven en werden vijf Israëlische militairen en een Israëlische burger gedood. Vier Israëlische burgers raakten bij raketaanvallen op de stad Ashkelon gewond.
Op dat moment voerden Israël en de door Fatah geleide Palestijnse Autoriteit voor het eerst sinds zeven jaar vredesbesprekingen. Op 2 maart echter verbrak de Palestijnse president Mahmoud Abbas alle contacten met Israël uit protest tegen de Israëlische aanvallen op de Gazastrook waar ook nog steeds aanhangers van Fatah woonden, omdat in deze omstandigheden communicatie geen zin zou hebben. Tijdens een speciale zitting van de VN-Veiligheidsraad veroordeelde VN-chef Ban Ki-moon het onevenredige geweld van Israël; ook riep hij de Palestijnen op geen raketten meer af te vuren op Israël.
Op 4 maart viel Israël met ongeveer 25 tanks het zuiden van de Gazastrook binnen, waar ze werden beschoten door militanten van Hamas. Israël zei gerichte acties tegen Hamas uit te voeren.
In april 2008 deed de voormalige Amerikaanse president Jimmy Carter een poging om te bemiddelen. Hij sprak in Syrië met Hamasleider in ballingschap, Khaled Meshaal, en vroeg Hamas te stoppen met de raketaanvallen op Israël. Uiteindelijk werd, dankzij bemiddeling van Egypte, op 17 juni 2008 een akkoord bereikt tussen Hamas en Israël. Beide partijen gingen akkoord met een wapenstilstand van een half jaar. Met dit bestand werden ook de contacten tussen Israël en de Palestijnse Autoriteit weer hersteld en konden de vredesbesprekingen weer worden hervat. Voor een vrede tussen de Gazastrook en Israël zouden de besprekingen tussen Abbas en Israël echter geen effect hebben, omdat Abbas (van Fatah) alleen zeggenschap heeft over de Westelijke Jordaanoever.

## Conflict Gazastrook 2008

### Wapenstilstand tussen Hamas en Israël
Op 19 juni 2008 ging de door Egypte geïnitieerde wapenstilstand tussen Hamas en Israël in. Hamas verklaarde zich aan de wapenstilstand te houden maar behield wel het recht voor om zich te verdedigen mocht Israël het bestand schenden. Op 24 juni werden bij een Israëlische actie in Nabloes op de Westelijke Jordaanoever twee Palestijnen, die zich gewapenderhand tegen hun arrestatie verzetten, gedood. Een van hen was een commandant van de Islamitische Jihad (een onafhankelijke Palestijnse terreurorganisatie). Hoewel dit incident zich voordeed op de Westelijke Jordaanoever en niet in de Gazastrook, werden er nog dezelfde dag vanuit de Gazastrook Qassamraketten afgevuurd op de Israëlische stad Sderot. Hamas gaf aan de wapenstilstand te willen handhaven.
Israël sloot op 26 juni de grens met de Gazastrook. Hamas noemde dit een schending van de wapenstilstand, daarbij stellend, dat zij de raketten niet afgevuurd hadden en dat de bevolking van Gaza nu onterecht gestraft werd. Israël zei dat volgens de voorwaarden van de wapenstilstand Hamas verantwoordelijk was voor elke beschieting vanuit de Gazastrook, ongeacht wie de beschieting uitvoerde. Doordat de grens afgesloten was, konden slechts een beperkt aantal vrachtwagens met hulpgoederen de Gazastrook bereiken.

### Schending en einde bestand
Op 4 november 2008 kwam de wapenstilstand op losse schroeven te staan doordat Israëlische militairen de Gazastrook binnen reden en een Palestijnse strijder doodden. Ze beweerden dat ze een tunnel wilden ontmantelen die bedoeld zou zijn om Israëlische militairen te ontvoeren. In de gevechten die hierop volgden kwamen op 5 november nog eens vijf Palestijnen om het leven en raakten vier Israëlische militairen gewond. Deze aanval vond plaats kort vóór gesprekken tussen Hamas en Fatah om een gezamenlijke regering te vormen. Hierna laaide de strijd tussen Hamas en Israël weer op en vuurde Hamas vele raketten en granaten af vanuit de Gazastrook. In december 2008 gaf de Israëlische minister van Defensie Ehud Barak toestemming voor een serie luchtaanvallen op Gaza, Premier Ehud Olmert besloot echter om de aanval uit te stellen. Op 13 december liet Israël weten dat het de wapenstilstand wilde verlengen. Op 18 december 2008 liet Hamas weten de (reeds geschonden) wapenstilstand met Israël niet te willen verlengen. Hamas legde de schuld bij Israël die zich niet aan het bestand had gehouden en ook de blokkade van de Gazastrook niet wilde opheffen.
De wapenstilstand zou op 19 december 2008 aflopen.

### Start aanval door Israël
Hamas kwam met een verklaring dat ze een nieuw bestand wilde overwegen als Israël haar agressie zou stoppen en de grensovergangen openen. Op verzoek van Egypte en om bemiddeling een kans te geven kondigde Hamas eenzijdig een 24-uurs staakt-het-vuren af op 23 december. De dagen ervoor werden nog zo'n 50 raketten afgevuurd. Op 24 december voerden Hamas-strijders de hele dag raketaanvallen uit op Israël vanuit de Gazastrook, er werden zeker 60 mortiergranaten en raketten afgevuurd. Hamas zei deze beschietingen uit te voeren als vergelding van het doodschieten van drie Palestijnen tijdens het leggen van explosieven. Als reactie hierop kwam Israël op 24 december in eerste instantie met een luchtaanval op Hamasdoelen. Hierbij kwam één strijder om het leven. Op dezelfde dag kwam het Israëlische veiligheidskabinet bijeen om te praten en gaf het Israëlische defensieleger (IDF) toestemming voor een militaire operatie. De relatie met Egypte kwam door de blokkade van de Egyptische grens ook onder druk te staan.
De Egyptische president Hosni Mubarak en de Palestijnse president Abbas hadden Hamas nog gewaarschuwd dat aanhoudende raketaanvallen een Israëlische vergelding zouden uitlokken. Mahmoud Abbas vond dat Hamas de aanval had kunnen voorkomen.
Op 25 december gaf Israël Hamas 48 uur de tijd om het verzet te staken en op 26 december opende Israël vijf grensposten voor de toevoer van humanitaire goederen. De beschietingen hielden aan, waarop Israël op 27 december 2008 startte met luchtaanvallen op de Gazastrook, onder de naam Operatie Gegoten Lood

## Operatie Gegoten Lood

### Verloop van het conflict van dag tot dag

#### 27 december 2008: Luchtaanvallen op Gaza
Op 27 december startte Israël de grootschalige militaire operatie Gegoten lood , bestaande uit luchtaanvallen waarbij meer dan vijftig gevechtsvliegtuigen en helikopters betrokken waren. Onder meer gebouwen van de Hamas, regeringsgebouwen en politiebureaus werden geraakt. De eerste dag kwamen 155 Palestijnen om het leven en werd een veelvoud van hen gewond.
Die dag wordt de bloedigste dag in 60 jaar genoemd. De gehele week bleef Israël doelen in de Gazastrook bombarderen. Op 1 januari 2009 werd hierbij ook Nizar Rayan gedood, die de week daarvoor nog was geïnterviewd over een mogelijk langere wapenstilstand, waarin hij onder meer gezegd had dat er geen kans was dat de ware Islam ooit zou toestaan dat een Joodse staat zou overleven in het Islamitische Midden-Oosten."

#### 3 januari 2009: Start grondoffensief
Op 3 januari 2009 trokken IDF-grondtroepen de Gazastrook binnen waarbij er eerst in het noorden gevochten werd en later ook Gazastad omsingeld werd. Ondertussen wist Hamas nog steeds dagelijks raketten op Israël af te vuren. Hoewel Israël beweerde met 90.000 telefoontjes, 800.000 flyers en sms-berichten de burgers te hebben gewaarschuwd en te hebben opgeroepen te vertrekken uit de aan te vallen gebieden en uit de buurt te blijven van wapenopslagplaatsen, vielen er toch honderden slachtoffers. Volgens Israël kwam dit doordat Hamas burgers als menselijk schild gebruikte. Hamas stelde daarentegen dat Israël ook burgerdoelen aanviel. Aan beide zijden echter werden middelen en trucs aangewend om de tegenstanders te misleiden en probeerde men de publieke opinie te beïnvloeden. Bovendien werden al lange tijd journalisten van buiten de Gazastrook geweerd.

#### 5 januari 2009: Controverse over scholen
Op 5 januari werd Israël ervan beschuldigd dat het twee scholen, die onderdeel waren van een VN-project, had gebombardeerd. Dit bericht zorgde wereldwijd voor veel ophef. In de school bevonden zich honderden inwoners van Gaza die in het VN-gebouw een veilig heenkomen hadden gezocht. Volgens de Israëlische strijdkrachten werd er vanuit de buurt van de school met mortieren geschoten door Hamasstrijders. De IDF stelde dat het niet de scholen had bestookt maar dat het mortiervuur in de buurt van de scholen had beantwoord. De schade aan de gebouwen zou niet door Israëlisch vuur zijn veroorzaakt, aldus de IDF. Buurtbewoners bevestigden aan het persbureau AP dat zij hadden gezien hoe een groepje Hamasstrijders vanuit de nabijheid van de school een salvo mortiergranaten op Israëlische posities afschoten. Een maand later, op 6 februari 2009, erkende de VN dat de scholen niet waren getroffen door Israëlische bombardementen. De onthulling kwam nadat een Canadees dagblad na interviews met Palestijnen had gerapporteerd dat de 43 omgekomen personen zich allen buiten de school hadden bevonden.
De Israëlische regering noemde de gebeurtenissen rond de school "een extreem voorbeeld van hoe Hamas opereert". Een woordvoerder van de regering zei: "Als je een VN-gebouw bezet dan neem je de mensen in gijzeling, ga je daarna schieten vanuit of in de buurt van het gebouw op Israëlische soldaten, dan trek je tegenvuur aan." Door Israël werd het voorval gezien als "een bewijs dat Hamas zich verstopt tussen burgers".

#### 7 januari 2009: Dagelijks 3 uur gevechtspauze
Vanaf 7 januari is er een dagelijks staakt-het-vuren van Israëlische zijde van drie uur om humanitaire redenen. Met de gevechtspauze wilde Israël hulpverleners de kans geven om voedsel en medicijnen naar het Palestijnse gebied te brengen. In de Gazastrook is er een gebrek aan voedsel en er is maar af en toe elektriciteit voor handen. Ook zitten de ziekenhuizen overvol met gewonden.

#### 8 januari 2009: Israël beschoten vanuit Libanon
Op 8 januari werden er vanuit Libanon twee Katjoesjaraketten afgevuurd op Noord-Israël, hierbij vielen twee gewonden. De beschieting zou het werk zijn van Hezbollah, maar deze beweging ontkende betrokkenheid. Tot 8 januari werden er 450 raketten op Israël afgevuurd vanuit de Gazastrook, waaronder 45 langeafstandsraketten (tot ca. 40 kilometer). Israël meldde dat het in de eerste twee weken van het conflict 900 Hamasdoelen had aangevallen, waaronder productie- en opslagplaatsen van raketten en andere wapens en smokkeltunnels.
Op dezelfde dag meldde een VN-medewerker dat Israël in het noorden van de Gazastrook een VN-hulpkonvooi had beschoten. De chauffeur van het konvooi kwam daarbij om het leven, de bijrijder raakte gewond. De beschieting was voor VN-organisatie UNRWA reden om de hulp in de Gazastrook op te schorten. Volgens de VN droeg de vrachtwagen het VN-teken, Israël zei toe het incident te onderzoeken. De beschieting van het konvooi vond plaats tijdens de drie uur gevechtspauze, in diezelfde drie uur werden er zestien raketten op Israël afgevuurd vanuit Gaza, waarbij twee Israëlische militairen gewond raakten. Het Rode Kruis in Gaza beschuldigde Israël ervan ambulances te belemmeren, waardoor slachtoffers niet snel vervoerd konden worden.

#### 11 januari 2009: Israël beschoten vanuit Syrië
Op 11 januari werden Israëlische militairen op de Golanhoogten beschoten vanuit Syrië, Syrië reageerde niet op de beschuldiging.

#### 13 januari 2009: Israël beschoten vanuit Jordanië
Op 13 januari werd Israël, na eerdere aanvallen uit Libanon en Syrië, ook vanuit Jordanië beschoten. Intussen rukten Israëlische tanks verder op in Gaza-Stad. Het grondoffensief ging gepaard met zware luchtbombardementen en artilleriebeschietingen. Gaza-Stad werd inmiddels ook vanaf de Middellandse Zee beschoten door de Israëlische marine. Inwoners van Gaza noemden het de ergste aanvallen sinds het begin van het Israëlische offensief op 27 december 2008. Overal in de stad waren branden uitgebroken. Hamasstrijders bestookten het oprukkende Israëlische leger met mortieren. Gabi Ashkenazi, luitenant-generaal van het Israëlische leger, verklaarde voor een parlementaire commissie dat de Hamas-infrastructuur al veel schade was toegebracht, maar dat nog niet alle doelen van de operatie 'Cast Lead' zijn bereikt.

#### 14 januari 2009: 1.000 slachtoffers in Gaza
Op 14 januari heeft het conflict het leven gekost aan 14 militairen en vier burgers aan de zijde van Israël en naar schatting meer dan 1000 dodelijke slachtoffers en 4100 gewonden aan Palestijnse zijde. Over de cijfers bestaat nog grote onduidelijkheid, van Palestijnse zijde werd melding gemaakt van 311 omgekomen kinderen en 76 omgekomen vrouwen (door de UNICEF geciteerd), terwijl het IDF meldde dat zeker 400 van de slachtoffers Hamas-strijders waren en van de overige 500 doden (stand 13 januari) "waarschijnlijk de helft aan Hamas 'gelieerd' was". Het aantal burgerslachtoffers tegenover het aantal Hamasstrijders dat gedood wordt is ook moeilijk vast te stellen doordat Hamasstrijders vaak in burgerkleding opereren en in eigen ziekenhuizen door Hamas zelf worden verzorgd.

#### 15 januari 2009: VN-gebouw getroffen, UNRWA schort hulp op
Op 15 januari werd een VN-gebouw getroffen, het hoofdkwartier van de VN-hulporganisatie voor Palestijnse vluchtelingen UNRWA. VN-secretaris-generaal Ban Ki-moon zei woedend te zijn over deze aanval waarbij drie personeelsleden werden verwond. Israël zegt de hierbij gevallen (burger)slachtoffers te betreuren, maar stelt dat er vanuit dit gebouw geschoten was. Ook een flatgebouw met daarin de kantoren van Reuters en andere media-organisaties werd beschoten, volgens Reuters waren de coördinaten van de kantoren bij het leger bekend. Het VN-complex en het mediakantoor stonden in de wijk Tel al-Hawa in Gaza-Stad, waar Hamas en het Israëlische leger op 15 januari een zware strijd uitvochten. De Israëlische minister van Defensie Ehud Barak noemde de beschieting van het VN-complex een grove fout, ook de Israëlische premier Ehud Olmert bood zijn excuses aan, volgens Olmert was de aanval echter een antwoord op beschietingen vanuit het complex, ook al werd dit niet bewezen en ontkend door de VN.
Na de aanval op het kantoor van de UNRWA schortte de vluchtelingenorganisatie de hulp aan inwoners van de Gazastrook op.

#### 16 januari 2009: Bijeenkomst van Arabische landen in Qatar, Hamas kiest harde lijn
Op 16 januari werden ten minste 12 raketten en mortieren op Israël afgevuurd door Hamas, inclusief twee die tijdens een vier uur durend humanitair staakt-het-vuren werden afgevuurd. Onderhandelingen over een permanent staakt-het-vuren gaan ondertussen onder Egyptische leiding door. Israël voorziet een einde in de gevechten op korte termijn. VN-secretaris-generaal Ban Ki Moon spoorde Israël aan om de gevechten eenzijdig te staken, ondanks de afwijzende houding van Hamas en nog steeds voortdurende raket- en mortieraanvallen op Israël. In Qatar werd een spoedbijeenkomst gehouden waar enkele landen uit het Midden-Oosten aanwezig waren waaronder Iran en Syrië, ook Hamas-leider Khaled Meshaal woonde de bijeenkomst bij. Tijdens het beraad probeerden de aanwezigen tot een gezamenlijk 'Arabisch standpunt' te komen.
Tijdens de bijeenkomst nam Hamas een harde lijn in en zei niet akkoord te willen gaan met de voorwaarden van Israël. De bijeenkomst werd geboycot door Egypte, Saoedi-Arabië en tien andere Arabische leiders. Ook de Palestijnse leider Mahmoud Abbas nam niet deel.
In Caïro en Washington werd ondertussen druk overlegd, dit overleg leidde tot een akkoord over een einde van de wapensmokkel door Hamas vanuit Egypte naar de Gazastrook, Egypte zei toe strenger toe te zien op de smokkel. De VS zei met detectieapparatuur en waarnemingen vanuit de lucht te willen helpen bij de grensbewaking.

#### 17 januari 2009: VN roept op tot bestand, Israël kiest voor eenzijdig staakt-het-vuren
Op 17 januari stemde de Algemene Vergadering van de Verenigde Naties in met een resolutie waarin een onmiddellijk en duurzaam bestand in de Gazastrook werd geëist en terugtrekking van de Israëlische troepen uit het Palestijnse gebied. Van de 192 leden stemden 142 landen vóór de resolutie en 3 tegen. De drie tegenstemmers waren: Israël, de VS en Nauru. De strijdende partijen negeerden de resolutie in eerste instantie, op 17 januari werden er opnieuw Israëlische luchtaanvallen gemeld vanuit de Gazastrook. Een van de Hamasleiders, Osama Hamdan, meldde diezelfde dag dat Hamas zal doorvechten tegen Israël, ook als Israël een eenzijdig staakt-het-vuren afkondigt en het offensief in de Gazastrook staakt. In de avond besloot het veiligheidskabinet van Israël toch tot een eenzijdig staakt-het-vuren, dit staakt-het-vuren ging in in de nacht van 17 op 18 januari om 01.00 uur (02.00 uur plaatselijke tijd). Volgens premier Ehud Olmert had Israël zijn doelen bereikt en meer dan dat. Olmert zei dat Israëlische troepen wel in de Gazastrook zouden blijven om te reageren op beschietingen van Hamas, als Hamas de beschietingen op Israël staakt, zal het leger zich terugtrekken, aldus Olmert. In zijn speech zei Olmert ook dat Hamas gesteund wordt door Iran die "naar heerschappij streeft in de regio. De afgelopen jaren trad Israël terughoudend op bij beschietingen vanuit de Gazastrook, dit hebben Hamas en Iran abusievelijk als zwakte gezien. We hebben Hamas en Iran verrast." Door te kiezen voor een eenzijdig staakt-het-vuren hoeft Israël zich niet te houden aan de voorwaarden van de VN en hoeft het land ook niet tegemoet te komen aan de eisen van Hamas, zoals terugtrekking van Israëlische troepen uit Gaza en het opheffen van de blokkades bij de grens tussen Israël en Gaza. Hamas was niet onder de indruk van het eenzijdig staakt-het-vuren en zei door te vechten omdat "Hamas niet één Israëlische soldaat in de Gazastrook tolereert, hoe hoog de prijs ook zal zijn".

#### 18 januari 2009: Hamas vecht door maar komt later met eigen bestand, Israël start terugtrekking
Op 18 januari was het in de eerste uren na het eenzijdige bestand van Israël rustig. De woordvoerder van het Israëlische leger verklaarde het volgende: "De toestand is kalm. Er worden geen raketten meer afgevuurd door Hamas naar Israël."
Maar dit duurde niet lang. In de ochtend van 18 januari braken er gevechten uit tussen het Israëlische leger en Palestijnse strijders. Israël meldde dat de strijd een antwoord was op Palestijnse aanvallen. In Beit Hanoun kwam een groep Palestijnen onder vuur te liggen omdat ze raketten afvuurden op Israël, de raketten kwamen terecht in Israëlische stad Sderot. Ook de Israëlische stad Beër Sjeva werd getroffen door Palestijnse raketten.
Later die dag kondigden Hamas en de Islamitische Jihad een eigen bestand af, dit bestand ging direct in. Het bestand zal volgens Hamas en Jihad een week duren, in die periode moet Israël zijn militairen uit Gaza weghalen. Jihad en Hamas namen het besluit in Damascus, Syrië, de thuisbasis van Hamasleider Khaled Meshaal, waarschijnlijk houden ook andere Hamasleiders zich hier schuil. Hamas meldde het eenzijdige Israëlische bestand van eerder die dag te zien als een overwinning voor de Palestijnen. In de ogen van Hamas had de militaire tak van Hamas, de Izz al-Deen al-Qassam Brigades, Israël overwonnen en hen gedwongen tot een eenzijdige wapenstilstand. Naast terugtrekking van Israël uit de Gazastrook eiste Hamas ook het openstellen van de grenzen, zodat humanitaire hulp de bevolking kan bereiken. Israël zei niet direct toe de Gazastrook te verlaten, maar verklaarde: "We bekijken de situatie per dag, uiteindelijk willen we de Gazastrook verlaten maar doen dit pas als dat mogelijk is. Als het staakt-het-vuren stand houdt, zullen we de grenzen ruim openstellen." Vlak na het staken van de strijd werden nog zeker 95 stoffelijke overschotten gevonden in de Gazastrook, daarmee kwam het dodental aan Palestijnse zijde rond de 1.300.
Een paar uur nadat Hamas een bestand had afgekondigd, startte het Israëlische leger met de geleidelijke terugtrekking uit de Gazastrook. Het bleef onduidelijk hoeveel militairen de Gazastrook zouden verlaten, het leger bleef Gaza wel vanuit de lucht in de gaten houden. Israël zei de blokkade van Gaza niet volledig op te zullen heffen zolang Gilad Shalit niet is vrijgelaten, Shalit is een Israëlische militair die sinds 2006 in Palestijnse handen is.
In Sharm el-Sheikh in Egypte kwamen dezelfde dag Arabische- en Europese leiders bijeen om te overleggen over de situatie in de Gazastrook. De top werd geleid door de Egyptische president Hosni Mubarak en de Franse president Nicolas Sarkozy. Aanwezig waren de leiders van Groot-Brittannië, Tsjechië (als voorzitter van de EU), Egypte, Frankrijk, Duitsland, Jordanië, Spanje en Turkije. Ook de secretaris-Generaal van de VN, Ban Ki-Moon, woonde het overleg bij. Een aantal Europese regeringsleiders reisde na het overleg door naar Israël, Israëls premier Olmert zei hen dat hij de Israëlische militairen zo snel als dat mogelijk is uit Gaza wil hebben. Olmert zei mee te leven met de Palestijnse burgerslachtoffers en noemde hen 'gijzelaars van Hamas'. De Europese leiders zeiden toe Israël te willen helpen bij het tegengaan van wapensmokkel.

#### 20 januari: Bestandsschendingen
Aan het einde van de middag van 20 januari werden er acht mortiergranaten afgeschoten vanuit de Gazastrook op het zuiden van Israël. De Israëlische luchtmacht beschoot de lanceerbasis. Eerder op de dag openden militanten in de Gazastrook tweemaal het vuur op de zich terugtrekkende IDF, in één geval schoot de IDF terug. De IDF is vanaf 18 januari bezig met de terugtrekking uit Gaza.

#### 21 januari: Israëlische terugtrekking afgerond
Op 21 januari meldde de IDF dat het Israëlische leger zich volledig had teruggetrokken uit de Gazastrook. Militairen bleven wel bij de grens van de Gazastrook aanwezig om in te grijpen, mocht dat nodig zijn. Ondanks dat Israël had gezegd de meeste tunnels tussen de Gazastrook en Egypte vernietigd te hebben, bleken de Palestijnen de smokkel via de tunnels alweer hervat te hebben en waren Palestijnen druk doende beschadigde tunnels te herstellen. Hamas zei zich opnieuw te zullen bewapenen en noemde het produceren van wapens hun missie. Israël waarschuwde dat het met nieuwe militaire acties zou komen als Hamas de wapensmokkel zou hervatten.

#### 26 januari: Bezoek EU
Op 26 januari bezocht de Europese Commissaris voor Ontwikkeling en Internationale hulp Louis Michel de Gazastrook. Hij haalde uit naar Hamas, die volgens hem verantwoordelijk was voor de Israëlische militaire operatie in het gebied. Israël verweet hij ontoereikende bescherming van de Palestijnse burgerbevolking en het niet respecteren van de internationale mensenrechtenwetgeving.

#### 27 januari: Bomaanslag bij de grens tussen Israël en de Gazastrook
Op 27 januari werd het staakt-het-vuren geschonden met een bomaanslag bij de grensovergang Kissufim tussen Israël en de Gazastrook. Na de explosie werden Israëlische militairen onder vuur genomen door Palestijnse sluipschutters, hierbij kwam één Israëlische militair om het leven en raakten er drie gewond. Vanuit een helikopter werden de schutters onder vuur genomen, waarbij één Palestijn werd gedood. Het was niet duidelijk of Hamas, een andere militante Palestijnse groepering of Israël achter de bomaanslag en schietpartij zat. Israël hield echter Hamas verantwoordelijk voor elke verstoring van het bestand. "Het maakt niet uit wie schoot, Hamas controleert Gaza en is verantwoordelijk voor alles wat daar gebeurt", aldus de Israëlische minister van Buitenlandse Zaken Tzipi Livni. Israël sloot direct na de bomaanslag de grens, die open was voor humanitaire hulp.

#### 28 januari: Bombardement op Palestijnse tunnels
In de vroege ochtend van 28 januari bombardeerde Israël Palestijnse tunnels bij Rafah. Deze luchtaanval was een reactie op de bomaanslag van 27 januari aldus de IDF. De IDF noemde het bombardement 'in lijn met onze nieuwe politiek, we slaan hard terug als het bestand wordt geschonden'. Dit beleid werd later die dag bevestigd door de Israëlische minister van buitenlandse zaken Tzipi Livni op een bijeenkomst in Jeruzalem. Bij het bombardement raakten acht Palestijnen gewond.

#### 29 januari: Aanvaring Erdogan en Peres in Davos

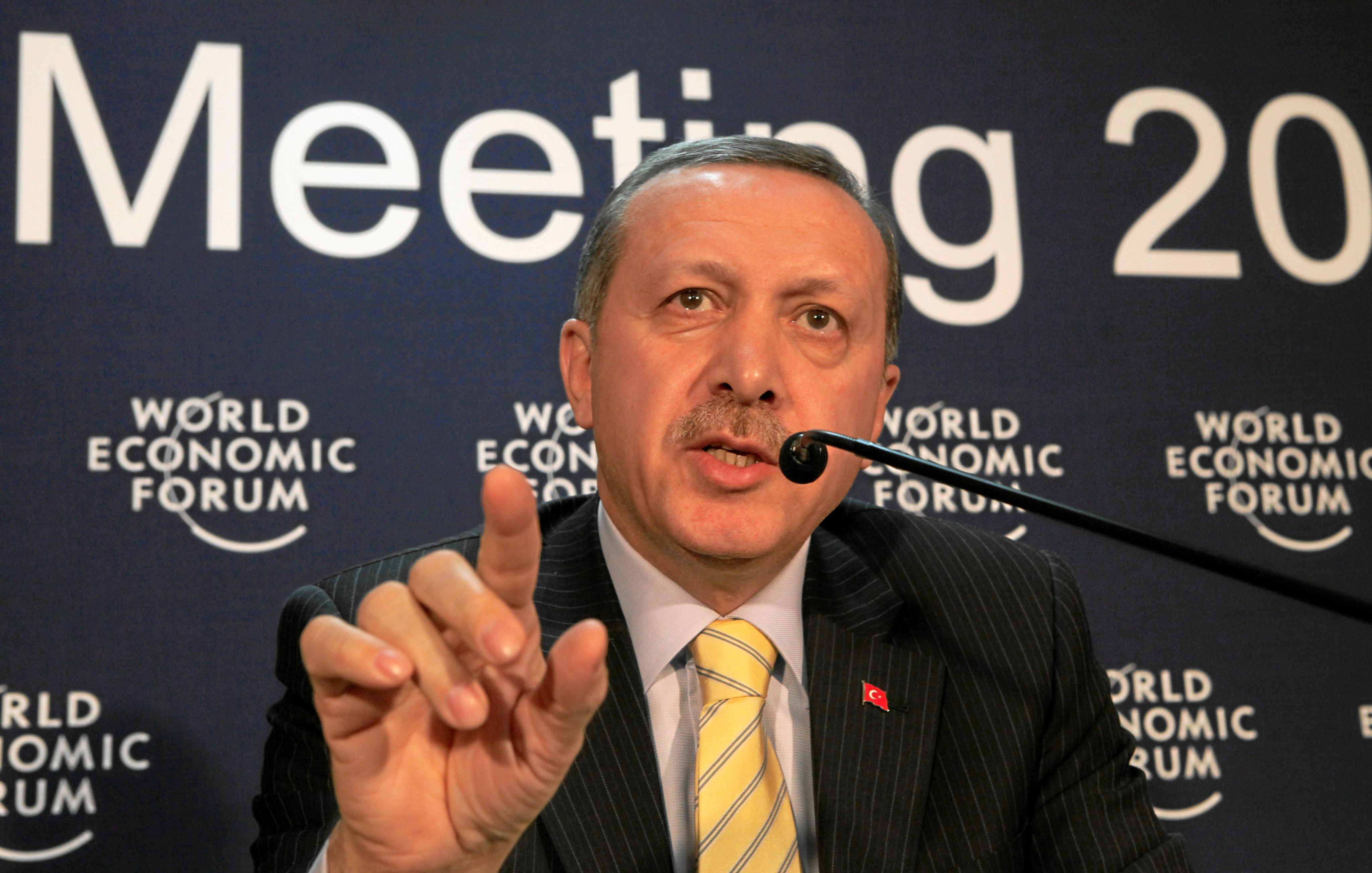
Recep Tayyip Erdogan op 29 januari 2009

Op 29 januari botsten de Turkse premier Recep Tayyip Erdogan en de Israëlische president Shimon Peres tijdens een treffen van het World Economic Forum in Davos. Erdogan vond dat hij onvoldoende gelegenheid kreeg om te reageren op Peres en verliet de bijeenkomst kwaad waarbij hij Peres toesprak: "U weet heel goed hoe u mensen moet doden, de kinderen op het strand van Gaza". Later zei Erdogan vooral kwaad te zijn op de gespreksleider (zie voor een verdere beschrijving van dit incident onder: 'Reacties van andere landen').

#### 1 februari: Raketten op Israël
Op 1 februari werden er vanuit de Gazastrook vier raketten afgevuurd op het zuiden van Israël. De Israëlische premier Ehud Olmert zei de aanval niet onbeantwoord te laten. Vanaf het staakt-het-vuren (18 januari) werden er tot 1 februari minstens zeven raketten op Israël afgeschoten. In Israël verlangt men dat de regering hard ingrijpt, het is bijna verkiezingstijd waardoor partijen geneigd zijn meer naar de burgers te luisteren. Na de raketaanvallen bombardeerde Israël een politiebureau en tunnels bij de grens met Egypte, hierbij vielen geen slachtoffers. Premier Ehud Olmert dreigde met 'een onverbiddelijke en onevenredige Israëlische reactie' als de aanvallen vanuit Gaza zouden voortduren.

#### 3 februari: Aanvallen en vergelding
Op 3 februari werd Israël weer beschoten vanuit de Gazastrook, in de ochtend werd de stad Ashkelon geraakt door een Grad-raket. De voorgaande dag werd Israël eveneens bestookt met granaten en één raket die een kibboets raakte. De Israëlische minister van Buitenlandse Zaken Tzipi Livni zei de aanvallen te zullen vergelden. De aanslagen werden niet opgeëist door Hamas. Na de aanvallen op 3 februari belde het Israëlische leger met inwoners van Rafah in het zuiden van de Gazastrook en zei hun hun huizen te verlaten vanwege komende luchtaanvallen. In de middag werden doelen bestookt rond Khan Yunis en Rafah.
In de avond van 3 februari werd een opslagplaats van de Verenigde Naties in Gaza overvallen door Hamasleden. Een VN-woordvoerder meldde dat Hamas bij deze overval zo'n 3.500 dekens en 400 voedselpakketten buit maakte. Deze goederen waren bedoeld voor burgers in de Gazastrook.

#### 7 februari: VN staakt hulpverlening in Gaza
Donderdag 6 februari overvalt Hamas gewapenderhand voor de tweede maal in drie dagen een VN-opslagplaats voor hulpgoederen bestemd voor Palestijnse burgers. Ditmaal werden 10 vrachtwagenladingen bloem en rijst buit gemaakt door Hamas. De VN schort hierop op 7 februari de hulpverlening aan Gaza op totdat het toezeggingen van Hamas krijgt over de ongehinderde operaties van de VN-hulpverleners.
De VN-gezant voor kinderen stelt een onderzoek in over het gebruik van kinderen als menselijk schild door Hamas.

#### 8 februari - 16 februari: voortdurende aanvallen op Israël
Tussen 8 februari en 15 februari worden ten minste 7 Qassamraketten en diverse mortieren op Israël afgeschoten vanuit de Gazastrook. Ook neutraliseert het Israëlische leger meerdere explosieven waaronder pijpbommen. Twee raketten landen op 16 februari in een kibboets waarbij enige gebouwen schade oplopen.
Intussen beschuldigt Amnesty International Hamas ervan een "dodelijke campagne" tegen Palestijnse tegenstanders van Hamas te voeren. Minstens 24 Palestijnse mannen zouden door Hamas zijn doodgeschoten terwijl anderen zijn gemarteld.

#### 19 februari: 5 raketten afgevuurd op Israël
Op 19 februari worden 5 Qassamraketten afgevuurd op het zuiden van Israël. Zij landen in Eshkol, Sderot en Netivot. Deze raketaanval vindt plaats tijdens staakt-het-vuren onderhandelingen in Egypte.
Een Palestijn die op de grens van Gaza met Israël een bom aan het leggen is wordt lichtgewond geraakt door een aanval van de Israëlische defensiemacht. De Palestijn wordt naar Israël vervoerd voor medische behandeling.
Israël bombardeert ook diverse tunnels die door Hamas voor wapensmokkel gebruikt worden

#### 20 februari: mortieraanval op Israël
Op 20 februari worden wederom een qassamraket en zo'n 10 mortieren op Israël afgevuurd. Het Israëlische leger beschiet daarop de stellingen vanwaar deze aanval werd gepleegd.

#### 22 februari - 27 februari: aanhoudende aanvallen op zuidelijk Israël
Ten minste 10 qassamraketten en enkele mortieren worden vanuit de Gazastrook afgevuurd op Zuid-Israël tussen 22 en 27 februari 2009. Enkele huizen in Sderot raken hierbij beschadigd.

#### 28 februari: School in Ashkelon geraakt door Qassamraket
Tien raketten worden vanuit Gaza op Israël afgevuurd waaronder een raket die in Ashkelon in een schoolplein terechtkomt. De schade aan de school is aanzienlijk en diverse klaslokalen worden geraakt. Er was nog niemand aanwezig in de school ten tijde van de aanval.

#### 4 en 5 maart: Israël doodt strijders Islamitische Jihad
Zowel op 4 als op 5 maart heeft Israël bij luchtaanvallen in de Gazastrook twee strijders van de Islamitische Jihad gedood nadat zij volgens een woordvoerder van het Israëlische leger een antitankraket op een Israëlische legerpatrouille hadden afgevuurd. Als reactie schoot de groepering drie raketten af die in onbewoond gebied in Israël terechtkwamen.

### Executies in Gaza
In het begin van het conflict werden tussen de 40 en 80 Palestijnen door Hamas geëxecuteerd op verdenking van collaboratie, niet alleen met Israël maar ook met de Palestijnse Fatah-beweging van Abbas die de Westelijke Jordaanoever bestuurt. Sommige van deze executies werden in het geheim uitgevoerd. Sinds de overname van de macht in Gaza door Hamas staan Fatah-aanhangers onder druk, executies vonden al vaker plaats.

## Internationale reacties

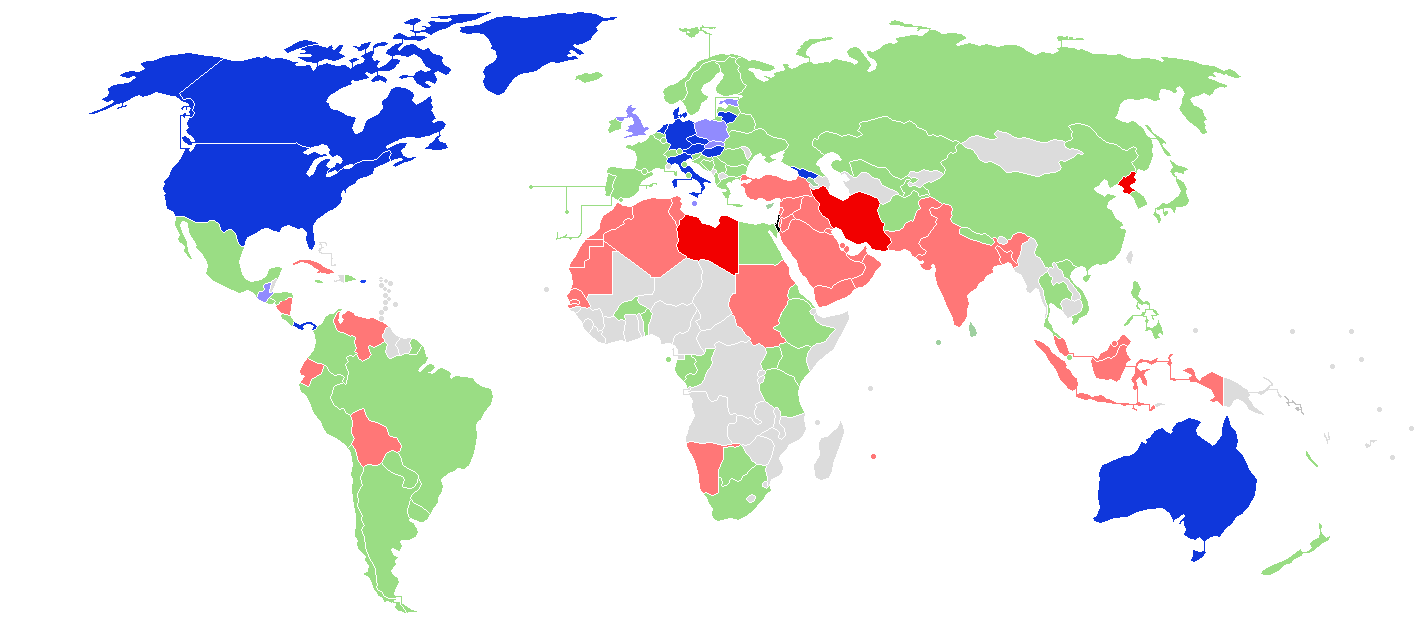
Internationale reacties op het conflict in de Gazastrook
Israël-Gaza
Landen die achter Israël staan
Landen die alleen Hamas veroordelen
Landen die het standpunt van Hamas steunen / Hamas' acties beschouwen als vallende binnen hun recht op verzet
Landen die alleen Israël veroordelen
Landen die beide partijen verantwoordelijk achten
Landen die geen verklaring hebben afgelegd

### Verenigde Naties
Daags na de start van operatie Gegoten lood kwam de Veiligheidsraad van de Verenigde Naties bijeen in een spoedberaad, de raad riep Israël en Hamas op onmiddellijk te stoppen met het geweld in de Gazastrook en vroeg beide partijen zich te richten op humanitaire hulp aan de bevolking van Gaza. Ook vroeg de raad Israël de grenzen te openen, zodat vrachtwagens met hulpgoederen de Gazastrook konden bereiken. De raad kwam bijeen op verzoek van Libië. Voorafgaand aan de bijeenkomst stuurde Israël een brief naar VN-chef Ban Ki Moon waarin het de operatie verdedigde, de aanval was nodig, zo stelde Israël, om zich te verdedigen tegen de voortdurende terreuraanslagen van Hamas. De strijdende partijen gaven geen gehoor aan de oproep van de Veiligheidsraad. Op 30 december zei Hamasleider Ismail Haniya dat Hamas alleen met de Israëlische regering over een bestand wil praten als de Israëlische militaire acties zijn gestopt en als Israël de blokkade van de Gazastrook opheft. Later liet ook de Israëlische premier Ehud Olmert weten niets voor een bestand te voelen.
In december 2008 werd Mr Richard Falk, Speciaal Rapporteur voor de Palestijnse gebieden van de Mensenrechtenraad van de Verenigde Naties, bij aankomst in Israël door de Israëlische autoriteiten teruggestuurd naar Genève. Falck, die al lange tijd Israël bekritiseerde vanwege de behandeling van Palestijnen, had kort daarvoor verklaard dat het embargo van Gaza een misdaad tegen de menselijkheid was. De Israëlische regering beschouwde hem als vijandig tegen Israël.
Een woordvoerder van de hoge commissaris voor de Mensenrechten van de Verenigde Naties zei in een persverklaring dat het Mr. Falk toegestaan had moeten worden om via Israël naar de Palestijnse gebieden te reizen om zijn werk te doen.
De Veiligheidsraad kwam 1 januari 2009 weer bijeen in New York voor overleg over een ontwerpresolutie, de raad was zo verdeeld dat de ontwerpresolutie niet in stemming werd gebracht. De door Libië namens een groep Arabische landen gepresenteerde resolutie was volgens westerse landen te eenzijdig tegen Israël gericht. Op 8 januari 2009 bereikte de Veiligheidsraad een akkoord over een resolutie rond het conflict in Gaza; resolutie 1860. Zowel Amerika als de Arabische landen steunden de resolutie. In de resolutie eiste de Veiligheidsraad een onmiddellijk staakt-het-vuren. Hamas verwierp de resolutie direct en bleef raketten afvuren, ook het Israëlische leger voerde aanvallen uit.
Op 12 januari 2009 nam de mensenrechtenraad van de Verenigde Naties een resolutie aan waarin de Israëlische acties tegen Hamas werden veroordeeld. De mensenrechtenraad bestaat uit afgevaardigden van 47 landen. Er stemden 33 leden voor de resolutie, dit waren Arabische, Afrikaanse, Aziatische en Zuid-Amerikaanse landen. Canada stemde tegen de resolutie, de overige 13 westerse landen onthielden zich van stemming. De westerse landen vonden de tekst te eenzijdig en zeiden dat de raad geen oog had voor de raketaanvallen van Hamas op Israël.
Op 17 januari (16 januari plaatselijke tijd) nam de Algemene Vergadering van de Verenigde Naties een resolutie aan waarin werd opgeroepen tot een onmiddellijk en duurzaam bestand in de Gazastrook en terugtrekking van de Israëlische troepen uit de Gazastrook. De resolutie werd aangenomen met een grote meerderheid van de 192 lidstaten: 142 landen stemden voor en 3 stemden tegen. De tegenstemmers waren Israël, VS en Nauru. Op 17 januari werd er nog gevochten in de Gazastrook. Een van de leiders van Hamas, Osama Hamdan, zei dat Hamas door zal vechten tegen Israël, ook als Israël een eenzijdig staakt-het-vuren afkondigt en het offensief in de Gazastrook staakt.
Op 20 januari 2009 bezocht VN-chef Ban Ki Moon de Gazastrook, hij noemde de situatie hartverscheurend. Ban Ki Moon benadrukte dat hij de raketaanvallen van Hamas op Israël onacceptabel vond, maar zei de reactie van Israël buitenproportioneel te vinden.
In september 2009 kwam een rapport uit van negen V.N.onderzoekers, waaronder diverse specialisten, onder leiding van de Zuid-Afrikaanse rechter Richard Goldstone. Naar aanleiding daarvan vroeg Richard Falk om een onderzoek naar de Israëlische aanval op Gaza waarin meer dan 1300 Palestijnen, voornamelijk burgers, waren gedood en huizen verwoest. Hij voegde eraan toe dat op basis van voorafgaand beschikbaar bewijsmateriaal dit als een ernstige oorlogsmisdaad aangemerkt zou kunnen worden. De woordvoerder van het ministerie van Buitenlandse Zaken van de Verenigde Staten reageerde met de opmerking dat zij dit standpunt duidelijk bevooroordeeld vonden. Goldstone schreef in april 2011 dat het rapport van de missie anders geweest zou zijn als hij had geweten wat hij nu wist, met name aangaande de vraag of de vele omgekomen Palestijnse burgers door Israël opzettelijk om het leven gebracht waren.

### Reacties van verschillende landen
Direct na de start van Operatie Gegoten Lood riep de Europese Unie Israël en de Palestijnen op om de strijd te staken, ook de Russen spraken zich uit voor een wapenstilstand. De Israëlische minister van Defensie Ehud Barak zei echter dat de luchtaanvallen doorgaan zolang Hamas blijft aanvallen. De Amerikaanse president George W. Bush riep Hamas op geen raketaanvallen meer uit te voeren op Israël. De Verenigde Staten zouden zich achter Israël op blijven stellen, wel vroegen de VS Israël rekening te houden met de gevolgen voor de burgers in de Gazastrook, maar de VS zeiden tegelijkertijd niet terug te willen naar een situatie waarin Hamas vanuit Gaza raketten op Israël kan afvuren. Op 3 januari 2009 zei Bush nogmaals dat de in zijn ogen radicaal-islamitische Hamas Israël had geprovoceerd met raketaanvallen vanaf de Gazastrook. Bush noemde de raketaanvallen van Hamas een terroristische daad. Mocht er een bestand komen dan wilde Bush strenge controle op wapensmokkel naar Gaza vanuit Egypte, want "beloften van Hamas zijn niet genoeg", aldus Bush.
EU-voorzitter Tsjechië noemde eind december 2008 het Israëlische offensief in de Gazastrook "meer defensief dan offensief", maar nam deze uitspraak later weer terug. Duitsland stelde zich achter het militaire optreden van Israël in de Gazastrook, volgens de Duitse kanselier Angela Merkel had de radicaal-islamitische Hamas de oorlog volledig aan zichzelf te wijten.
Terreurnetwerk Al Qaida stelde zich achter Hamas. In een geluidsopname van 6 januari riep Al Qaida op om wraak te nemen op Israël voor het offensief in de Gazastrook. 'Wees sterk en zet de Jihad voort,' zei de nummer twee van Al Qaida, Ayman al-Zawahiri. Volgens Zawahiri maakte het Israëlische offensief deel uit van een kruistocht tegen de islam.
De Franse president Nicolas Sarkozy probeerde vanaf de aanvang van het conflict te bemiddelen tussen de strijdende partijen. Een eerste voorstel van de Fransen, eind december, werd door zowel Israël als Hamas afgewezen. Begin januari reisde Sarkozy naar het Midden-Oosten, waar hij onder andere overleg voerde met Libanon, Egypte en Israël. De Israëlische minister van Buitenlandse Zaken Tzipi Livni reisde op haar beurt, op verzoek van Sarkozy, naar Parijs voor overleg. Deze overleggen leverden geen werkbaar bestand op.
Palestina kreeg steun uit onverwachte hoek, de Zuid-Amerikaanse landen Bolivia en Venezuela verbraken in januari alle diplomatieke banden met Israël vanwege het geweld in Gaza. In de eerste week van januari zette Venezuela de Israëlische ambassadeur het land uit.
Na de twee eenzijdige staakt-het-vuren afgekondigd op 18 januari, werden oplossingen voor het conflict tussen Israël en Hamas wereldwijd besproken. De westerse landen twijfelden aan de boycot van Hamas, die dateert uit 2007. Het Westen stond voor een dilemma: enerzijds was men bang dat financiële hulp bij Hamas terecht zou komen, anderzijds wilde men ook de Gazaanse bevolking niet zonder hulp laten zitten. Een aantal Europese landen, waaronder Frankrijk, zeiden met Hamas te willen overleggen als Hamas geweld af zou zweren. Voor Israël was overleg met Hamas alleen mogelijk als Hamas Israël zou erkennen (hetgeen Hamas nog altijd weigert), Hamas het geweld jegens Israël stopt en wanneer Hamas de besprekingen met de rivaliserende Fatah partij hervat. Vooralsnog werden deze voorwaarden door de Verenigde Staten gesteund, aldus Hillary Clinton, de nieuwe Amerikaanse minister van Buitenlandse Zaken. Hamas meldde met iedereen te willen spreken, maar accepteerde niet dat daar enige voorwaarde aan verbonden zou zijn.
Op 26 januari 2009 bezocht de EU-commissaris voor Ontwikkeling en Humanitaire Hulp Louis Michel de Gazastrook. De EU is de grootste donor van de Palestijnen, Michel bracht geld mee (32 miljoen euro) voor de eerste nood, meer geld volgt als duidelijk is of het staakt-het-vuren tussen Hamas en Israël standhoudt. Michel noemde Hamas verantwoordelijk voor de verwoestingen in Gaza, maar hij kapittelde ook Israël wegens de ontoereikende bescherming van de Palestijnse burgerbevolking en het niet respecteren van de internationale mensenrechtenwetgeving.
Gedurende het conflict koos de Turkse premier Recep Tayyip Erdogan de kant van Hamas, volgens Erdogan handelde Israël inhumaan en bespeelde het land de pers. In januari 2009 vroeg hij de Verenigde Naties om Israël uit de VN te zetten, omdat het VN-oproepen om zijn offensief in Gaza te stoppen zou negeren. De algemene tendens in Turkije was eveneens kritisch tegenover de militaire operatie van Israël, zowel politiek als in de media en op straat. Tijdens een treffen van het World Economic Forum in Davos over de wereldwijde recessie werd op 29 januari 2009 ook gesproken over de crisis in Gaza. In het forum zaten Erdogan, de Israëlische president Shimon Peres, de Egyptenaar Amr Moussa namens de Arabische Liga en Ban Ki Moon van de VN. Ieder kreeg om de beurt spreektijd, waarbij Peres het laatst aan het woord kwam. Erdogan pleitte in zijn spreektijd onder andere voor overleg met Hamas, Hamas is democratisch gekozen en moet daarom geaccepteerd worden door Israël en de Verenigde Staten, aldus Erdogan. Hij werd gevolgd door Moussa, die Israël consequent 'de bezetter' van de Gazastrook noemde. Peres, die door alle drie de sprekers was aangevallen, nam lang het woord. Hij legde uit dat Israël al acht jaar onder vuur ligt vanuit Gaza en dat Israël zich tot eind 2008 terughoudend had opgesteld. "Zou u niet reageren als Turkije acht jaar lang beschoten werd? U zou precies hetzelfde doen", zei hij tegen Erdogan. Hierop wilde Erdogan reageren, de gesprekleider gaf hem één minuut en legde Erdogan daarna het zwijgen op. Hierop verliet Erdogan kwaad de bijeenkomst, waarbij hij Peres toesprak: "U weet heel goed hoe u mensen moet vermoorden, kinderen op het strand van Gaza". Amr Moussa, van de Arabische Liga, noemde Erdogans actie begrijpelijk. Volgens Moussa had Erdogan gezegd wat hij wilde zeggen, "Israël luistert nooit", aldus Moussa. Na de bijeenkomst zei Erdogan vooral geïrriteerd te zijn geweest door de gespreksleider die Peres meer tijd had gegeven dan hem, 25 minuten tegen 12 minuten, aldus Erdogan (in werkelijkheid sprak Erdogan 16 min. en Peres 21 min.). Toen hij extra spreektijd vroeg werd hem dat geweigerd, daarom was hij opgestapt, aldus Erdogan. In Turkije werd Erdogan als held ontvangen. Peres belde al de volgende dag met Erdogan om de gemoederen te sussen. Hamas prees Erdogan en zei de actie van Erdogan als steun te ervaren en waarop de volgende dag Palestijnen de straat opgingen met foto's van Erdogan.

### Reacties in Nederland en België

#### Politiek Nederland
Minister van Buitenlandse Zaken Maxime Verhagen (CDA) zei direct na de aanval door Israël 'zeer bezorgd' te zijn over de situatie in Gaza. Hij veroordeelde de provocaties van Hamas en riep Israël op tot maximale terughoudendheid teneinde burgerslachtoffers te voorkomen. Vooral de Socialistische Partij reageerde fel, SP-fractievoorzitter Agnes Kant vond de reactie van Verhagen te zwak en te eenzijdig, de SP veroordeelde het buitensporige optreden van Israël en noemde de reactie van Israël 'disproportioneel', een term die in de weken daarna vaak gebruikt zou worden en de vraag opriep wat 'proportioneel geweld' was en of 'proportioneel geweld' in een oorlog mogelijk was. PVV-leider Geert Wilders stelde zich achter Israël, hij vond dat Israël het recht had zich te verdedigen. Volgens Wilders lag blinde haat ten grondslag aan het conflict en "daar helpt geen dialoog tegen, als jouw volk wordt beschoten door terroristen, dan schiet je terug." SP-Kamerlid Harry van Bommel vond dat Nederland en de Europese Unie de inval door Israël moesten veroordelen, ook toonde Van Bommel zich voorstander van bemiddeling door de EU.
Tijdens een debat in de Tweede Kamer steunde een meerderheid van de Kamer de lijn van het kabinet. Dit kwam erop neer dat Israël zichzelf zou mogen verdedigen tegen de raketaanvallen van Hamas en dat Israël niet bestraft zou worden voor zijn militaire acties in de Gazastrook. Wel drong het kabinet er bij Israël op aan terughoudend te werk te gaan, burgerslachtoffers te voorkomen, humanitaire hulp toe te laten en samen met Hamas te komen tot een bestand. Ook was het kabinet voorstander van een EU-missie die de grenzen van de Gazastrook zou moeten bewaken. De SP, GroenLinks en D66 waren ontevreden over dit standpunt en eisten een kritischere houding tegenover Israël. De PvdA was verdeeld, maar schaarde zich uiteindelijk achter het kabinet. Op 8 januari zei minister van Ontwikkelingssamenwerking Bert Koenders (PvdA) dat hij het onaanvaardbaar vond dat de VN-hulporganisatie UNRWA zijn hulp in Gaza moest staken omdat gebouwen van deze organisatie door Israël werden beschoten. In 2008 had Nederland 23 miljoen euro aan de UNRWA gegeven, in 2009 wilde Koenders 3 miljoen euro extra geven.
Op 17 januari 2009 kondigde Israël een eenzijdig staakt-het-vuren af, op 18 januari gevolgd door een eenzijdig staakt-het-vuren door Hamas en de Islamitische Jihad. Beide partijen stelden wel andere voorwaarden aan 'hun' staakt-het-vuren. Israël eiste het stoppen van de beschietingen op Israël vanuit de Gazastrook, Hamas eiste het vertrek van alle Israëlische militairen uit de Gazastrook. Beide partijen gingen niet in op elkaars eisen en omdat elk voor een eenzijdig staat-het-vuren koos, waren ze niet gebonden aan de VN-resolutie van 17 januari waarin aan beide partijen voorwaarden werden gesteld. Desalniettemin was de Nederlandse regering blij met het staakt-het-vuren, en minister van Buitenlandse Zaken Maxime Verhagen sprak de hoop uit dat Israël en Hamas zich zouden onthouden van verder geweld. Verhagen vond dat humanitaire hulp voor de Palestijnse bevolking ombelemmerd toegang tot de Gazastrook moest krijgen; tegelijkertijd zou er beter toezicht moeten komen in het grensgebied tussen Gaza en Egypte om te voorkomen dat er wapens Gaza binnengesmokkeld zouden worden.

#### Politiek België
Op 6 januari 2009 uitte de Belgische regering haar bezorgheid over de humanitaire situatie in de Gazastrook. De Belgen riepen op tot een onmiddellijk staakt-het-vuren en eisten dat de humanitaire hulp direct toegang zou krijgen tot de Gazastrook, ze pleitte voor het opheffen van de blokkades bij de grenzen. Na een oproep van onder andere de UNRWA zegde de minister van Ontwikkelingssamenwerking 500.000 euro toe voor voedselhulp.

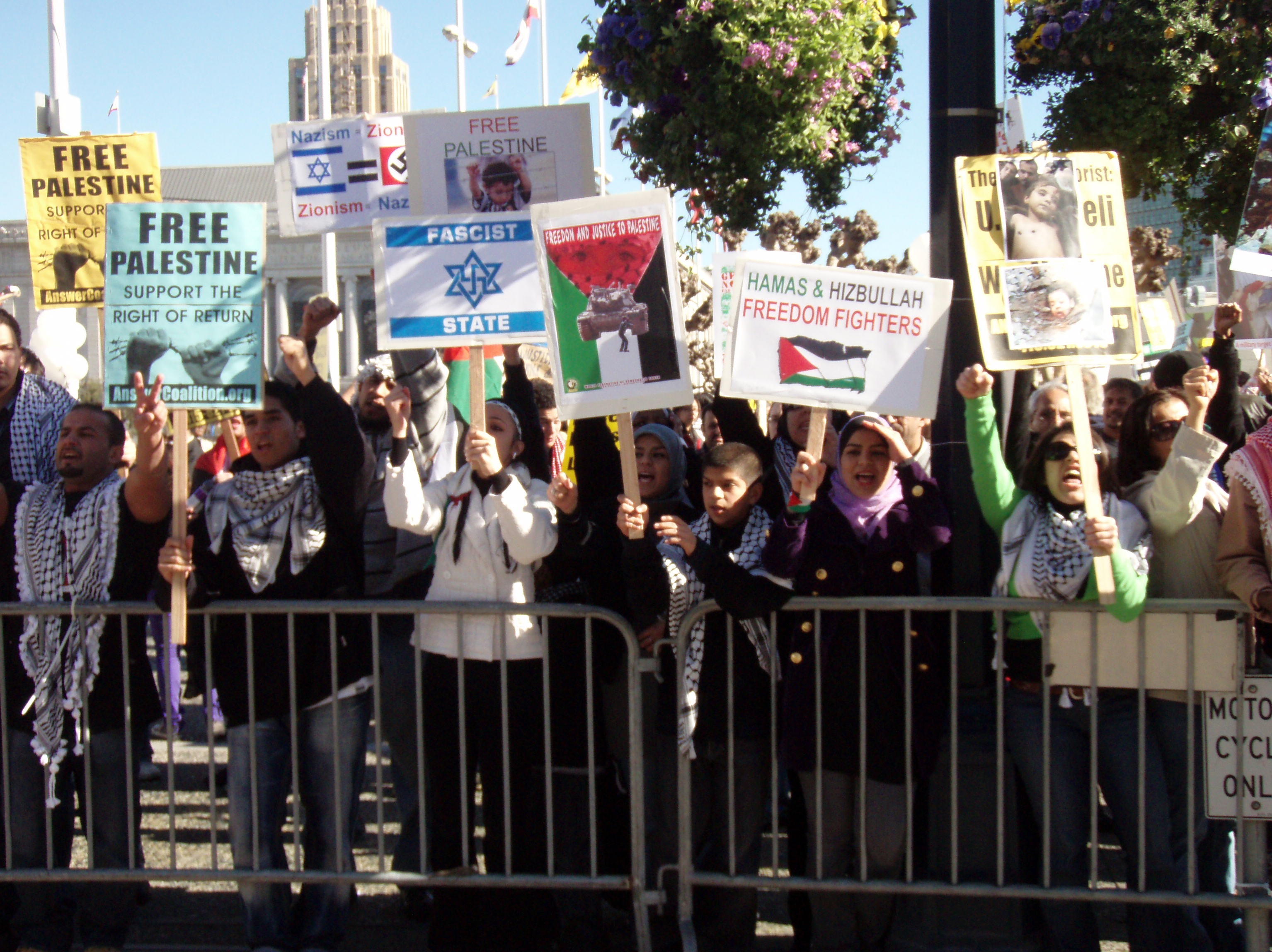
Anti-Israëlbetoging in San Francisco

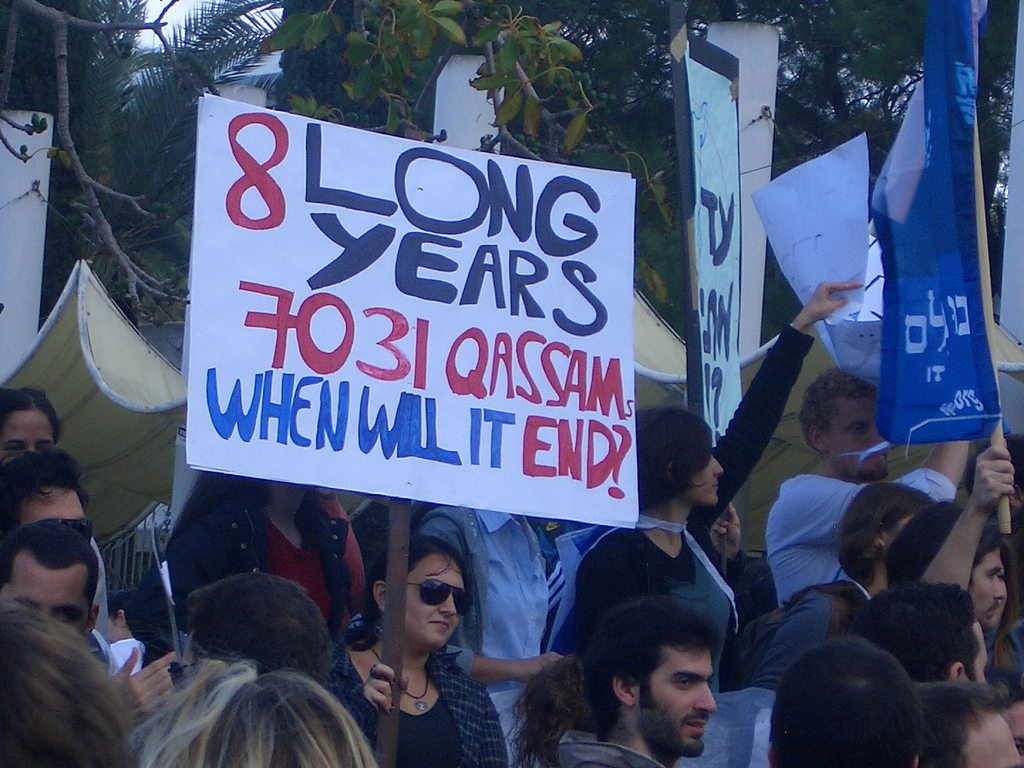
Pro-Israëlbetoging in Tel Aviv

Ook in de Belgische media werd dagelijks aandacht aan de gebeurtenissen geschonken en werd in de mate van het mogelijke vanuit het getroffen gebied verslag uitgebracht. In het nieuws werd gemeld dat men zich hoofdzakelijk op bronnen van betrokken partijen Israël en Arabische verslaggevers diende te baseren, en dat de berichtgeving daar op dat moment geheel propagandistisch was. Het feit dat de vrije pers door Israël verhinderd werd het rampgebied te betreden, viel niet in goede aarde en werd in een late reportage door Midden-Oostenjournalist Rudi Vranckx aangehaald als verklaring voor bepaalde buitensporige wandaden van het Israëlische leger zoals die aan de hand van gevolgen ervan in het zuiden van Gaza werden getoond, vergezeld van plaatselijke getuigenissen. Israël poogde de internationale pers te weren, "het is nu wel duidelijk waarom", aldus Vranckx in zijn televisiereportage.

#### Demonstraties in Nederland en België
Overal in de wereld, van de Arabische landen tot in de Verenigde Staten, gingen mensen de straat op om te demonstreren tegen het geweld in de Gazastrook. Er waren zowel pro-Gaza- als pro-Israëldemonstraties, maar de pro-Gaza demonstraties overheersten. Vroege pro-Gazademonstraties vonden plaats in Antwerpen en Brussel waar de Arabisch Europese Liga (AEL) op 31 december 2008 een protestactie tegen het Israëlische geweld in Gaza organiseerde. In Antwerpen liep de demonstratie uit de hand toen 200 demonstranten in de middag de joodse wijk van Antwerpen introkken. De betogers vernielden autoruiten, trams en bussen en het kwam tot gevechten met de politie. Daarna werd de joodse wijk afgesloten. Ook begin januari werd er in Antwerpen en Brussel in solidariteit met Palestina gedemonstreerd. Bij verschillende betogingen werden 95 mensen aangehouden, Joodse instellingen en symbolen kregen extra bescherming.
In Nederland vonden onder meer pro-Gazademonstraties plaats in Den Haag (31 december), Rotterdam (2 januari), Amsterdam (3 januari) en Utrecht. Op 9 januari was er een pro-Israëlprotest op het Binnenhof in Den Haag. Bij de pro-Gaza demonstratie op 3 januari in Amsterdam waren ook de SP-Kamerleden Harry van Bommel en Sadet Karabulut. Samen met Gretta Duisenberg riepen zij: 'Intifada, intifada, Palestina vrij!'. Dit kwam Van Bommel op kritiek te staan van onder andere de PVV, de ChristenUnie en de VVD. Op 14 januari maakte advocaat Abraham Moszkowicz bekend dat hij Van Bommel, Karabulut en Duisenberg wilde laten vervolgen omdat zij zouden hebben opgeroepen tot geweld tegen Israël én niet hadden opgetreden toen er achter hen 'Hamas, Hamas, Joden aan het gas', werd geroepen. Van Bommel ontkende dat hij had opgeroepen tot geweld, met 'intifada' had hij een geweldloze opstand bedoeld en de oproep 'Hamas, Hamas, Joden aan het gas', zei hij niet gehoord te hebben. In Rotterdam zouden vooral jongeren antisemitische leuzen geroepen hebben en zouden enkele personen lastiggevallen zijn. en in Utrecht was het onrustig De politie was niet of nauwelijks opgetreden, alleen in Utrecht werden vijf demonstranten aangehouden. Minister van Justitie Ernst Hirsch Ballin zou gaan uitzoeken wat er precies zou zijn geroepen tijdens de demonstraties tegen Israël en wat de politie en het Openbaar Ministerie daartegen hadden ondernomen. Aanzetten tot geweld en haat viel volgens Hirsch Ballin niet te tolereren. Het pro-Israëlische Centrum Informatie en Documentatie Israel (CIDI) vond dat de politie zich te terughoudend had opgesteld tijdens de betogingen tegen de bombardementen van het Israëlische leger.
Op 18 januari 2009 vond de tot dan toe grootste anti-Israëldemonstratie plaats op het Malieveld in Den Haag, de demonstratie werd bijgewoond door 2500 personen, meest Nederlandse moslims. De politie arresteerde tien demonstranten wegens racisme, verder verliep de demonstratie rustig. Op de Dam in Amsterdam kwamen zo'n 100 mensen bijeen om te demonstreren vóór Israël.
Door Nederland, de Europese Unie en de internationale gemeenschap was er sinds de Oslo-akkoorden van 1995 voor miljarden voor de Gazastrook gedoneerd om de door Israël met regelmaat gebombardeerde infrastructuur, zoals een haven, luchthaven, scholen, ziekenhuizen, enz., weer op te bouwen en de economie te herstellen. Daarbij werd de Israëlische politiek ten aanzien van de bezette Palestijnse gebieden, en met name betreffende de blokkade van de Gazastrook, sterk bekritiseerd.
Het Nederlandse televisieprogramma Zembla gaf op 5 juli 2009 van deze ontwikkelingen een kritisch overzicht, waarin ook de politieke houding van Nederland ten opzichte van Israël aan de kaak werd gesteld.

#### Anti-Joodse uitingen
Het CIDI signaleerde dat in Nederland het antisemitisme tijdens het conflict in Gaza toenam; er waren in de eerste negen dagen van het conflict twintig meldingen bij het CIDI binnengekomen. Het CIDI wees ook op antisemitische uitingen tijdens demonstraties; de politie in Den Haag had een kledingstuk met hakenkruisen in beslag genomen. Vanwege bezorgdheid binnen de joodse gemeenschap in Nederland over drie synagogen, in Amsterdam, Arnhem en Haaksbergen, die mogelijk doelwit waren van brandstichting en vernieling, vond er overleg plaats met de politie over bescherming van joodse gebouwen Minister van Justitie Ernst Hirsch Ballin had al toegezegd uit te zoeken wat er tijdens de demonstraties was geroepen.
In de nacht van 2 op 3 februari werd het joodse Sinaï-Centrum, een instelling voor geestelijke gezondheidszorg in Amstelveen beschadigd; er zaten twee kogelgaten in een raam vlak bij de hoofdingang. Het CIDI meldde, bij monde van directeur Ronny Naftaniël, dat er in januari evenveel antisemitische incidenten waren gemeld als normaal in één jaar.

## Foto's

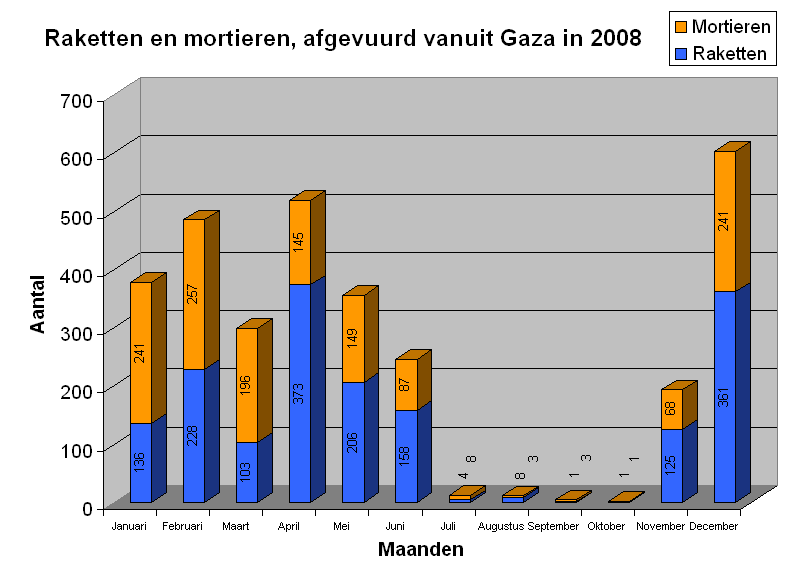
Het aantal raketten en mortieren, afgevuurd vanuit Gaza in 2008.
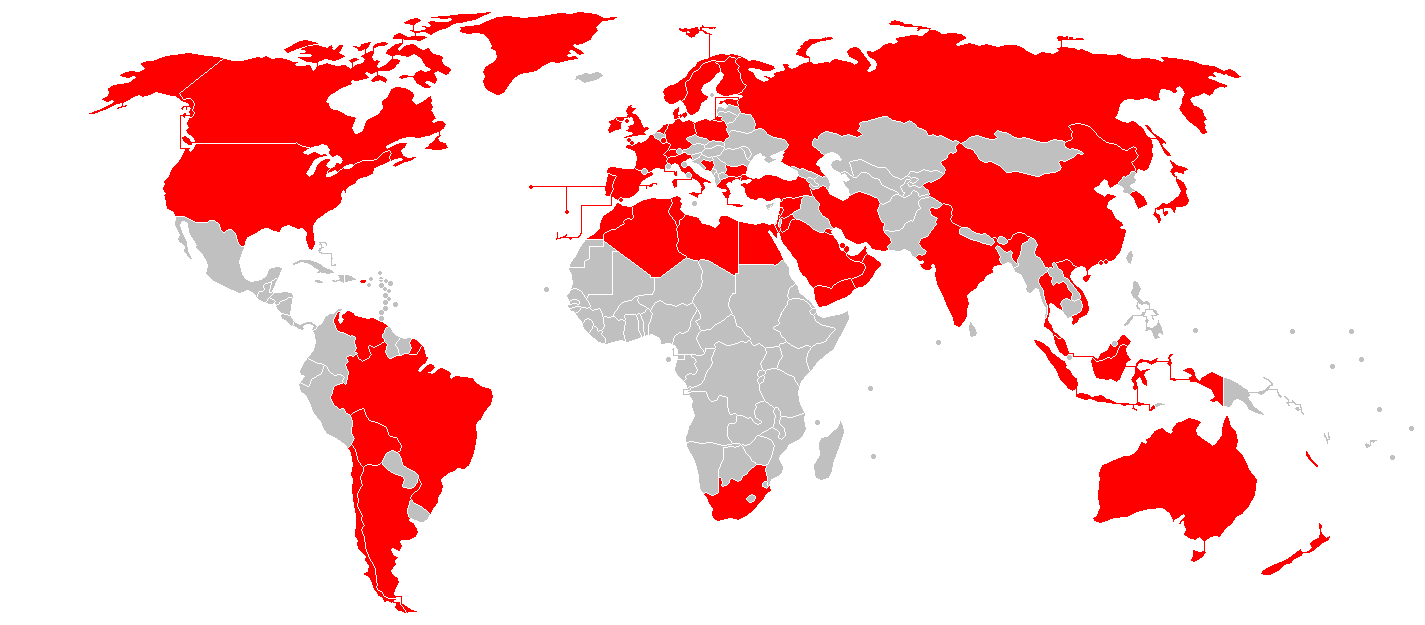
Kaart met landen die hulpgoederen naar de Gazastrook hebben gestuurd.
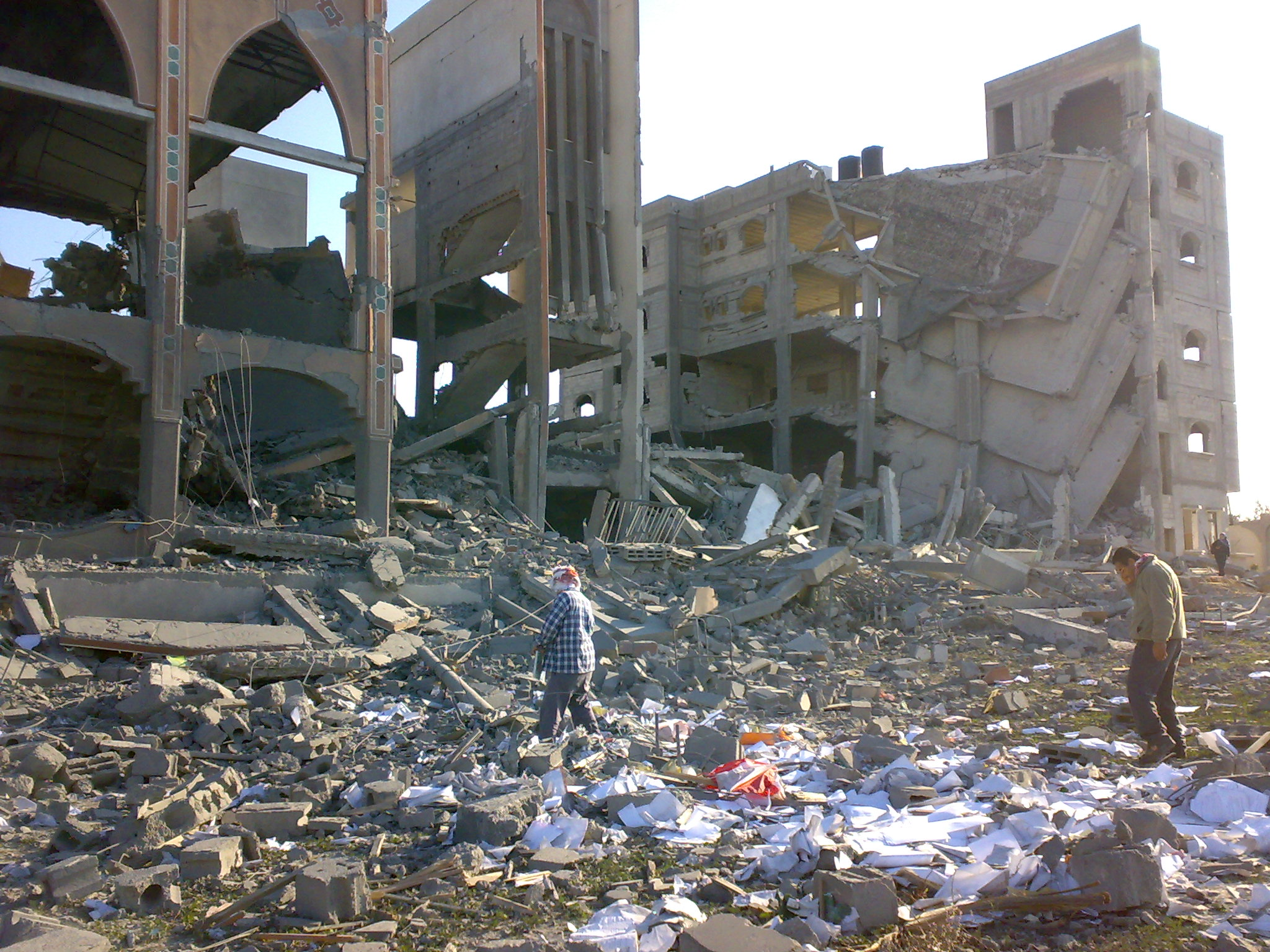
Rafah in het zuiden van de Gazastrook, januari 2009
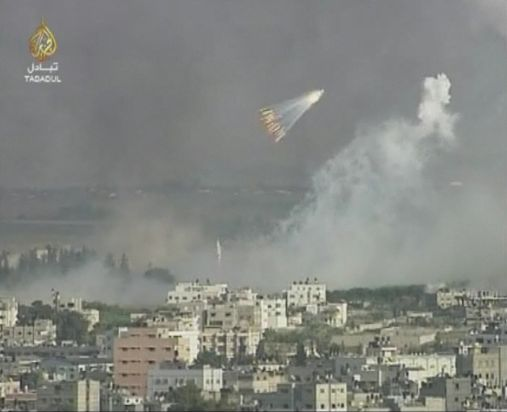
Luchtaanval met fosforbommen op Gaza, 9 januari 2009
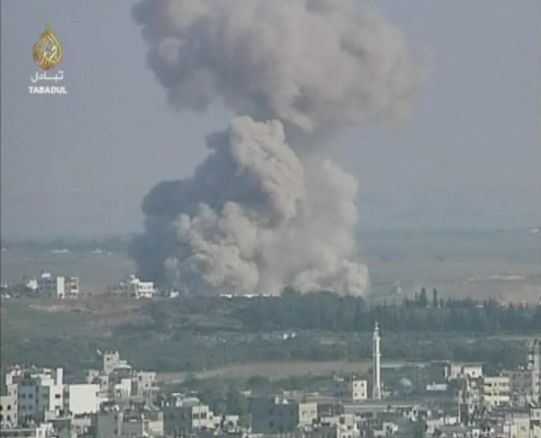
Een Israëlische aanslag op een woonwijk in Gaza, 12 januari 2009
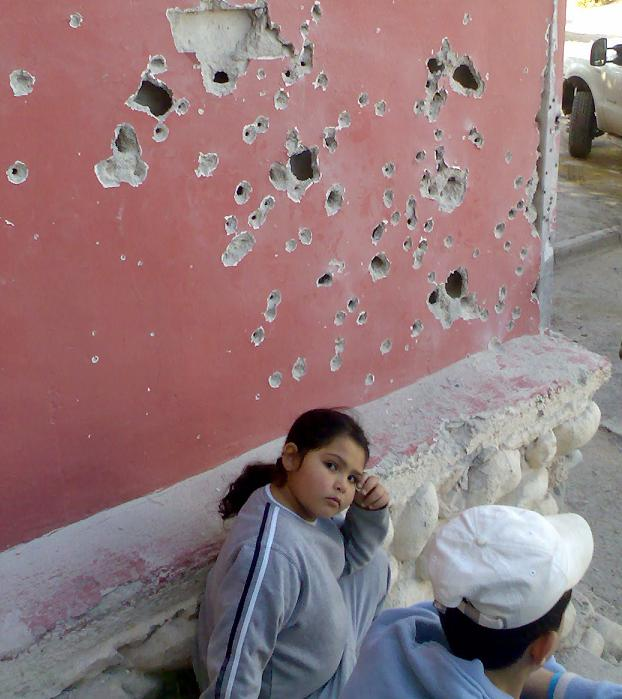
Na een aanval op Beër Sjeva, Israël, 11 januari 2009